# Титла в тежка категория на ECW FTW
Титла в тежка категория на ECW FTW, известна по-късно като Бруклинска световна титла, е кеч титла, използвана предимно в Екстремната федерация по кеч (ECW) и в същото време заместник на Световната титла в тежка категория.
Досущ като Милионерската титла, използвана в World Wrestling Federation (WWF), преминала по-късно в World Wrestling Entertainment (WWE) никога не бива призната за официална.

## История на титлата
| № | Кечист     | Дата на спечелване | Място на спечелване |
| - | ---------- | ------------------ | ------------------- |
| 1 | Таз        | 14 май 1998        | Куинс               |
| 2 | Сабу       | 19 декември 1998   | Филаделфия          |
| 3 | Таз        | 21 март 1999       | Осбъри парк         |
| — | Премахната | 21 март 1999       | Осбъри парк         |